# The Trashmen
The Trashmen fue un grupo musical estadounidense formado en 1962 en Minneapolis, Minnesota. Su sonido es una mezcla de varios géneros, principalmente surf rock, garage rock, beat y rock and roll. Su canción más representativa es "Surfin' Bird" (1963), la cual causó furor entre los fanáticos de la época.

## Historia
La banda comenzó tocando en bailes y clubs nocturnos de su natal Minneapolis en 1962. Al año siguiente lanzaron su primer álbum, Surfin' Bird en el año 1964, del cual se desprende el sencillo del mismo nombre y que rápidamente los llevó a conseguir reconocimiento del público, incluso figuró en la posición no. 4 de la lista Billboard Hot 100. Cabe mencionar que la canción "Surfin' Bird" no es original de ellos, fue resultado de la combinación de los temas "Bird is the word" y "Papa Ooh Mow Mow" de la banda de R&B, The Rivingtons. A raíz del éxito obtenido, comenzaron giras por Estados Unidos y Canadá. En los años siguientes lanzaron varios sencillos que también alcanzaron buenos lugares en las listas de popularidad pero que nunca lograron superar el fenómeno de "Surfin' Bird". En 1967 deciden separarse debido a que la "invasión británica" de bandas, hizo que la música surf perdiera terreno rápidamente en la preferencia del público.
A mediados de los años 80 la banda se reúne y ofrece varios shows locales, hasta la muerte de Steve Wahrer en 1989. El puesto como baterista fue otorgado entonces a Mark Andreason, hermano del guitarrista, Tony. Desde esa fecha la banda solo se reunió para ofrecer conciertos de forma esporádica. 
En 1999, la discográfica independiente Double Crown Records, lanza un disco tributo titulado "Takin' out the trash! A tribute to The Trashmen", el cual recopila algunas de sus canciones más representativas interpretadas por bandas actuales de surf y garage rock que han sido influenciadas por The Trashmen, entre ellas The Penetrators, The Neanderthals, The Boss Martians y The Untamed Youth.
A partir de 2007 la banda ha comenzado a ofrecer 
conciertos de forma más regular en algunas ciudades de los Estados Unidos y en varios países europeos, entre ellos España, Alemania, Francia, Italia y Austria. En la actualidad siguen ofreciendo grandes conciertos, ganando así en 2009, un premio por su excelente concierto en Madrid, España.

## Discografía
- Surfin' Bird (album) - 1964
- Comic Book Collector - 1989
- Live Bird'65-'67 - 1990
- Tube City!: The Best of the Trashmen - 1992
- The Great Lost Trashmen Album - 1994
- Bird Call!: The Twin City Stomp Of The Trashmen - 1998
- Teen Trot: Live At Ellsworth, WI, August 22, 1965 - 2009

## Miembros
- Tony Andreason - Voz y Guitarra principal (y después de la muerte del cantante y baterista, Steve Wahrer, Tony se ocupó de ser el cantante de la banda, hasta la actualidad)
- Dal Winslow - Guitarra rítmica y coros
- Bob Reed - Bajo
- Steve Wahrer (†1989) - Batería y voz principal (sustituido por Mark Andreason)
- Mark Andreason - Batería y pandereta (sustituido en 2009 por el hijo de Bob Reed, Robin Reed)
- Robin Reed - Batería y coros

## Curiosidades
- La canción "Surfin' Bird" ha sido utilizada en varias películas y series, entre ellas en el episodio "I dream of Jesus" 2008 de Padre de Familia, y la película "Full Metal Jacket" de Stanley Kubrick. Además, ha sido versionada por gran cantidad de bandas como The Ramones, The Cramps, Sodom, Lost Acapulco y Silverchair por mencionar algunas.